# Кассі Вайлд
Кассі Вайлд (англ. Cassie Wild, 12 червня 2000) — австралійська плавчиня.
Чемпіонка Європи з водних видів спорту 2020 року.